# 833 هـ
833 هـ هي سنة في التقويم الهجري امتدت مقابلةً في التقويم الميلادي بين سنتي 1429 و1430.

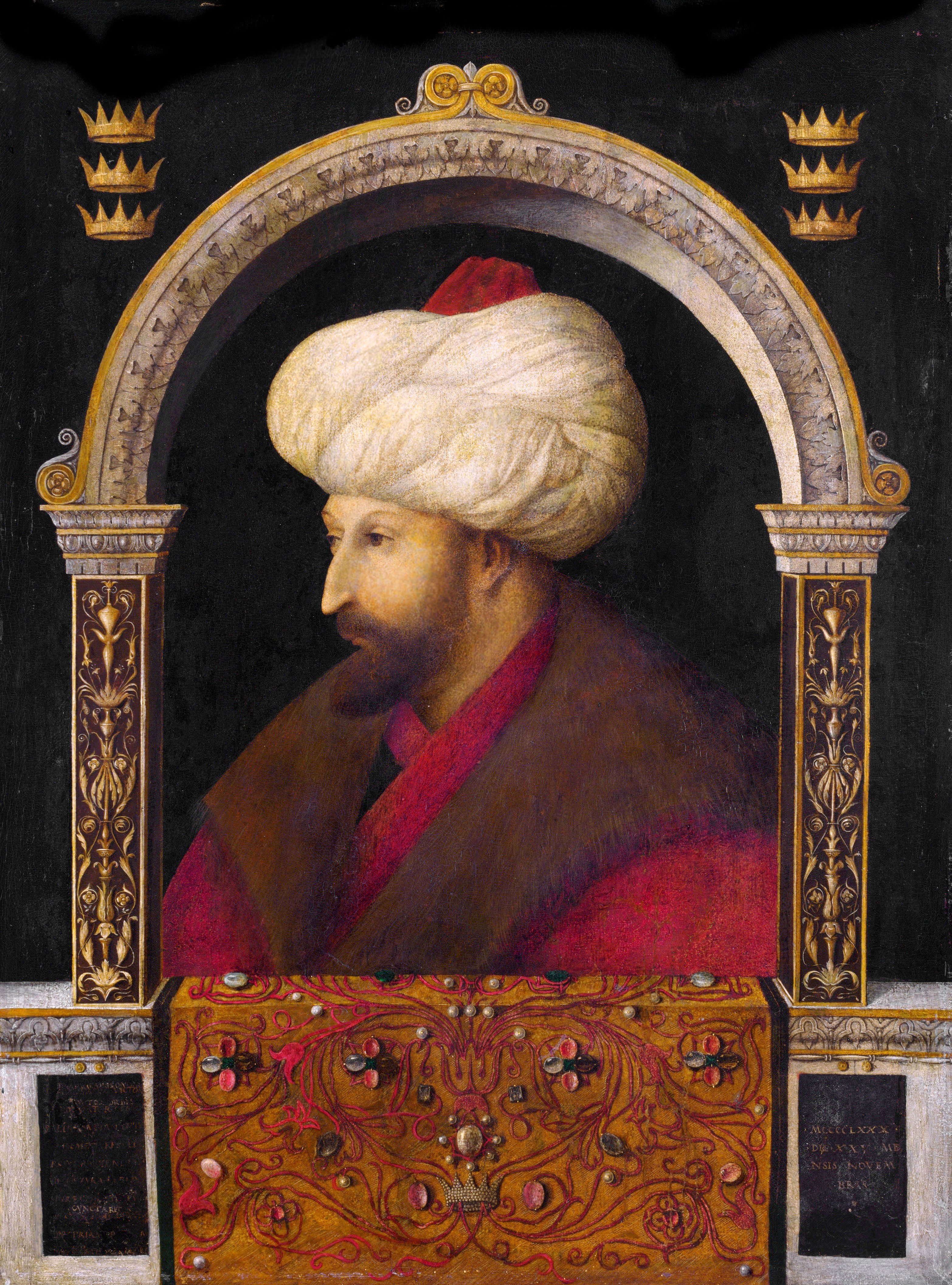
محمد الفاتح

## مواليد

### رجب
- 26 رجب - محمد الفاتح، سابع سلاطين الدولة العثمانية، من أشهر أعماله فتح القسطنطينية.
- ابن الغرس
- حمد الله الأماسي

## وفيات
- ابن الجزري
- المستعين بالله الثاني